# Gmina Susz
Die Gmina Susz ist eine Stadt-und-Land-Gemeinde im Powiat Iławski der Woiwodschaft Ermland-Masuren in Polen. Ihr Sitz ist die gleichnamige Stadt (deutsch Rosenberg i. Westpr.) mit etwa 5550 Einwohnern.

## Geographie

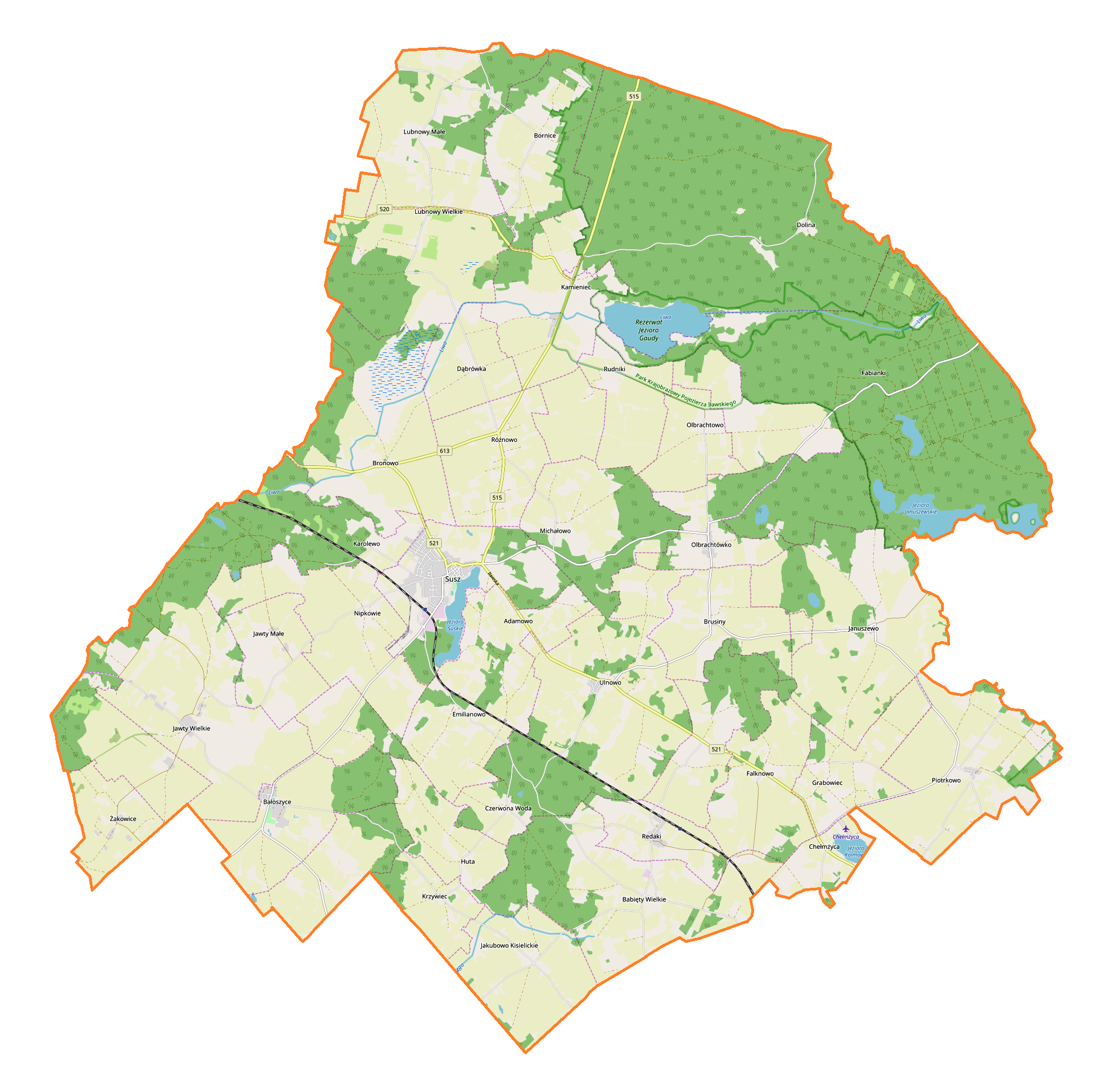
Karte der Gemeinde

Die Gemeinde liegt im Südwesten der Woiwodschaft im ehemaligen Westpreußen und grenzt an die Woiwodschaft Pommern. Die Kreisstadt Iława (Deutsch Eylau) liegt etwa sieben Kilometer südöstlich, Elbląg (Elbing) 40 Kilometer nördlich. Nachbargemeinden sind Zalewo im Nordosten, Iława im Südosten, Kisielice im Süden und in der Woiwodschaft Pommern Prabuty im Westen sowie Stary Dzierzgoń im Norden.
Auf dem Gebiet gibt es eine Reihe kleiner Seen, von denen der Gaudy (Gaudensee) mit 152 Hektar der größte ist. Wichtigstes Fließgewässer ist der Fluss Liwa (Liebe). Die Gemeinde hat eine Fläche von nahezu 259 km², die zu 58 Prozent land- und zu 29 Prozent forstwirtschaftlich genutzt werden.

## Geschichte
Die Landgemeinde wurde 1973 wieder gegründet, nachdem ihr Gebiet von 1954 bis 1972 wiederholt in Gromadas aufgeteilt wurde. Stadt- und Landgemeinde wurden 1990/1991 zur Stadt-und-Land-Gemeinde vereinigt. Von 1946 bis 1975 gehörte ihr Gebiet zur Woiwodschaft Olsztyn und anschließend bis 1998 zur Woiwodschaft Elbląg. Von 1946 bis Ende 1958 bestand der Powiat Suszki mit Sitz in Iława. Zum 1. Januar 1999 kam die Gemeinde wieder zum Powiat Iławski und zur Woiwodschaft Ermland-Masuren, die neu gebildet wurde und in etwa dem polnischen Teil der ehemaligen Provinz Ostpreußen entspricht.

## Partnerschaft
Susz ging 1997 ist eine Gemeindepartnerschaft mit Jarmen in Mecklenburg-Vorpommern ein.

## Gliederung
Die Stadt-und-Land-Gemeinde Susz besteht aus der Stadt selbst und 30 Dörfern (deutsche Namen amtlich bis 1945) mit 29 Schulzenämtern (sołectwa):
- Adamowo (Adolfshof)
- Babięty Wielkie (Groß Babenz)
- Bałoszyce (Groß Bellschwitz)
- Bornice (Bornitz)
- Bronowo (Groß Brunau)
- Brusiny (Groß Brausen)
- Chełmżyca (Colmsee)
- Czerwona Woda (Rothwasser)
- Dąbrówka (Muttersegen)
- Emilianowo (Emilienhof)
- Falknowo (Groß Falkenau)
- Grabowiec (Buchfelde)
- Jakubowo Kisielickie (Jakobau)
- Januszewo (Januschau)
- Jawty Małe (Klein Jauth)
- Jawty Wielkie (Groß Jauth)
- Kamieniec (Finckenstein)
- Krzywiec (Freiwalde)
- Lubnowy Małe  (Klein Liebenau) mit
  - Lubnowy Wielkie (Groß Liebenau)
- Michałowo (Michelau)
- Nipkowie (Groß Nipkau)
- Olbrachtowo (Groß Albrechtau)
- Olbrachtówko (Klein Albrechtau)
- Piotrkowo (Peterkau)
- Redaki (Charlottenwerder)
- Róźnowo (Rosenau)
- Rudniki (Liebenbruch)
- Ulnowo (Faulen)
- Żakowice (Schakenbruch)

Kleinere Ortschaften und Weiler sind:
- Babięty Małe
- Bałoszyce Małe
- Boleszów
- Brusiny Małe
- Dolina
- Fabianki
- Falknowo Małe
- Huta
- Janowo
- Karolewo (Karlswalde)
- Lisiec
- Piaski
- Róża
- Różanki
- Rumunki
- Stawiec
- Wiśniówek
- Wądoły
- Zieleń
- Zofiówka

## Baudenkmale

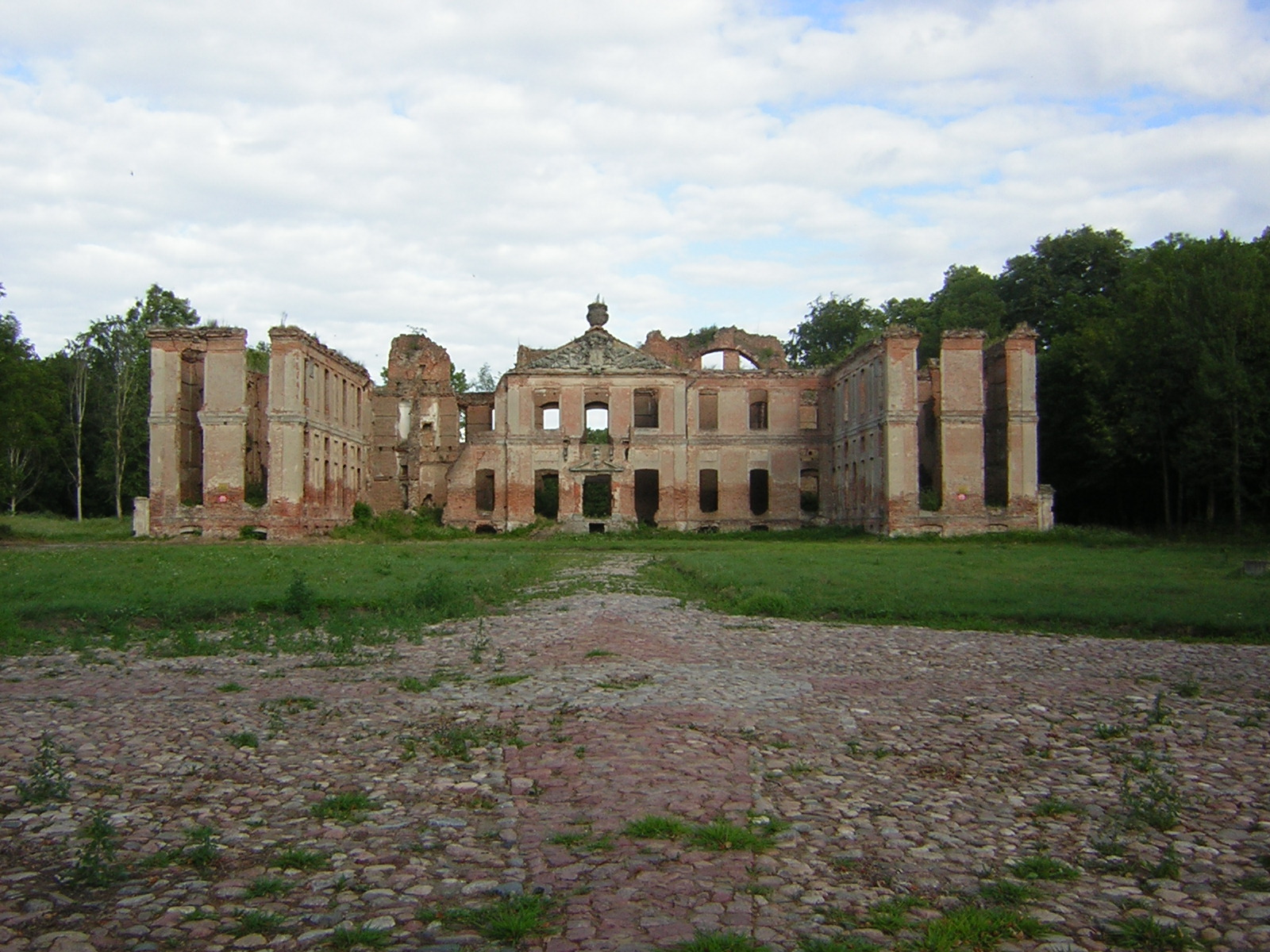
Schloss Finckenstein (2006)

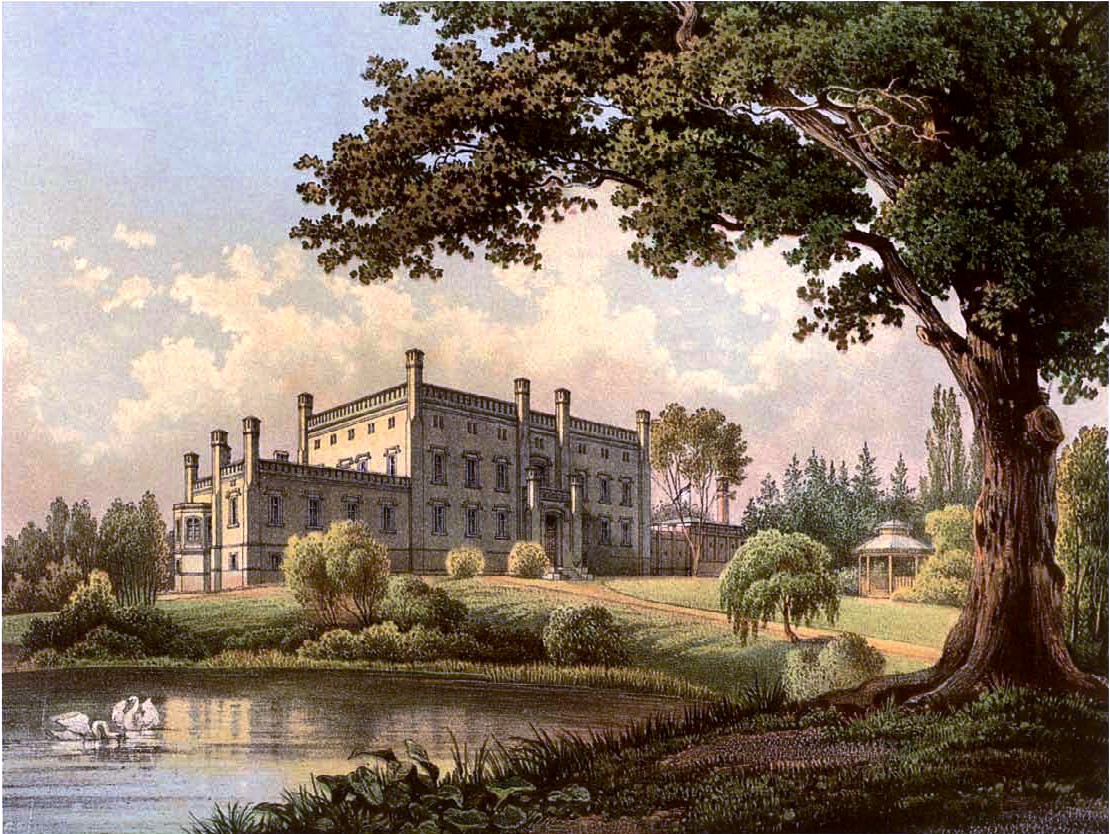
Rittergut Bellschwitz um 1860, Sammlung Duncker

Zu den bedeutendsten Baudenkmalen der Region zählt die Ruine von Schloss Finckenstein (Pałac w Kamieńcu), die 1949 und 1959 unter Denkmalschutz gestellt wurde.

## Verkehr
Die Woiwodschaftsstraße DW521 durchzieht die Gemeinde von Nordwesten nach Südosten. Sie führt von Prabuty (Riesenburg) in die Kreisstadt Iława (Deutsch Eylau). Die DW515 verläuft von Susz über Dzierzgoń (Christburg) nach Malbork (Marienburg). Von ihr zweigt in Kamieniec (Finckenstein) die DW520 nach Prabuty ab.
An der Bahnstrecke Warschau–Danzig bestehen der Bahnhof Susz und eine Station in Redaki.
Der nächste internationale Flughafen ist Danzig.

## Persönlichkeiten
Geboren auf Schloss Finckenstein
- Friedrich Ferdinand Alexander zu Dohna-Schlobitten (1771–1831), preußischer Staatsmann und Politiker
- Rodrigo zu Dohna-Finckenstein (1815–1900), deutscher Großgrundbesitzer und Politiker in Preußen

Verbunden mit Gut Bellschwitz
- Wolf Heinrich von Baudissin (1579–1646), General und Feldmarschall; gestorben auf Bellschwitz
- Wilhelm Magnus von Brünneck (1727–1817), preußischer Generalfeldmarschall; geboren auf Bellschwitz, Sohn:
  - Magnus von Brünneck (1786–1866), Oberst und Politiker, Gutsbesitzer von Bellschwitz
- Siegfried von Brünneck-Bellschwitz (1814–1871), Gutsbesitzer, Verwaltungsjurist und Mitglied des Deutschen Reichstags; geboren auf Bellschwitz, Söhne:
  - Egmont von Brünneck (1842–1916), Verwaltungs- und Hofbeamter; geboren auf Bellschwitz
  - Roland von Brünneck-Bellschwitz (1840–1918), Verwaltungsjurist und Gutsbesitzer; gestorben auf Bellschwitz, Sohn:
    - Manfred von Brünneck-Bellschwitz (1872–1957), deutscher Jurist, Verwaltungsbeamter und Politiker
- Siegfried von Brünneck (1871–1927), Gutsbesitzer, Landrat und Mitglied des Deutschen Reichstags; gestorben auf Bellschwitz.